# ایر لیبیا
ایر لیبیا (به انگلیسی: Air Libya) یک شرکت هواپیمایی با کد یاتا 7Q است که در تاریخ ۱۹۹۶ میلادی تأسیس شده است. دفتر مرکزی ایر لیبیا در بنغازی، لیبی واقع شده‌است و قطب این شرکت هواپیمایی در فرودگاه بین‌المللی بنینه قرار دارد.